# Simon Andersson (Skilangläufer)
Simon Andersson (* 10. Mai 1991) ist ein schwedischer Skilangläufer.

## Werdegang
Andersson erzielte seine erste Top-10-Platzierung im Scandinavian Cup im Januar 2014 mit Rang zehn über 15 km Freistil in Piteå. Im Februar 2014 gelangen ihm mit Rang sieben über 15 km Freistil in Madona und Platz sechs beim 20-km-Massenstartrennen in der klassischen Technik in Otepää zwei weitere Top-10-Ergebnisse. Im März desselben Jahres gab Andersson in Lahti sein Debüt im Skilanglauf-Weltcup, bei dem er Rang 61 im Sprint und Platz 59 über 15 km Freistil belegte. Nach einem vierten Platz beim Scandinavian Cup in Lillehammer über 30 km klassisch im Massenstart im Dezember 2014 startete Andersson im Januar 2015 bei der Tour de Ski 2015. Dort belegte er auf der als Sprint ausgetragenen dritten Etappe in Val Müstair Rang zwölf, womit er seine ersten Weltcuppunkte erzielte. Weitere Punkteplatzierungen bei diesem Etappenrennen gelangen ihm mit Rang 20 auf der 15-km-Massenstartetappe in der klassischen Technik in Val di Fiemme sowie mit der 30.-schnellsten Laufzeit auf der abschließenden Bergverfolgung; in der Gesamtwertung der Tour de Ski belegte Andersson Rang 26. Ende Januar 2015 erreichte er mit Platz 27 im Sprint von Rybinsk die Punkteränge bei einem Einzelrennen im Weltcup. Nach Platz 26 bei der Nordic Opening in Ruka zu Beginn der Saison 2015/16, belegte er den 33. Platz bei der Tour de Ski 2016 und den 29. Rang bei der Ski Tour Canada. Anfang Februar 2017 wurde er schwedischer Meister mit der Staffel und Dritter über 15 km klassisch.